# Georg Ludwig (Politiker)
Georg Ludwig (* 16. April 1967 in Neunkirchen (Saar)) ist ein deutscher Politikwissenschaftler, Politiker der CDU und Bürgermeister der Gemeinde Lindlar.

## Ausbildung
Georg Ludwig besuchte von 1973 bis 1977 die Grundschule am Stadtpark in Neunkirchen, im Anschluss daran das Staatliche Gymnasium in Neunkirchen, an dem er 1986 die allgemeine Hochschulreife erlangte.
Von 1986 bis 1987 leistete er seinen Wehrdienst.
Ab 1987 studierte er an der Universität des Saarlandes in Saarbrücken Betriebswirtschaftslehre, Politikwissenschaft, Geschichte und Orientalistik.
1994 erreichte er hier den Abschluss als Magister artium mit „Sehr gut“.
Von 1991 bis 1994 war er Stipendiat der journalistischen Nachwuchsförderung der Konrad-Adenauer-Stiftung.
1994 begann er ein Promotionsstudium im Fach Politikwissenschaft an der Rechts- und Wirtschaftswissenschaftlichen Fakultät der Universität des Saarlandes. 1997 promovierte im Fach Politikwissenschaft bei Jürgen Domes er mit dem Thema „Militär, Islamismus und Demokratie in Algerien (1978 bis 1995)“ mit magna cum laude. Die Arbeit erschien 1998 im Deutschen Universitätsverlag mit einem Geleitwort von Jürgen Domes.

## Beruf
Georg Ludwig war von 1994 bis 1996 Wissenschaftlicher Mitarbeiter am Institut für Politikwissenschaft der Universität des Saarlandes.
Von 1996 bis 1999 fungierte er als Persönlicher Referent des Landes- und Fraktionsvorsitzenden der saarländischen CDU, Peter Müller.
Von 1999 bis 2002 war er als Manager bei einem Beratungsunternehmen in Düsseldorf tätig.
Im Anschluss arbeitete er als freiberuflicher Journalist.
Ab 2003 war er Leiter der Inlandsarbeit und Kommunikation der Karl Kübel Stiftung für Kind und Familie in Bensheim.

## Politik
Ludwig trat 1996 als Mitglied in die CDU ein.
Am 22. April 2012 wurde er als Nachfolger von Hermann-Josef Tebroke, der ab Januar 2012 Landrat des Rheinisch-Bergischen Kreises wurde, zum Bürgermeister der Gemeinde Lindlar gewählt.
Ludwig erhielt 56,7 Prozent der abgegebenen gültigen Stimmen.
Sein Mitbewerber war Lutz Freiberg, der als Kandidat gemeinsam von SPD, Bündnis 90/Die Grünen und FDP aufgestellt worden war. Am 4. März 2018 wurde er erneut zum Bürgermeister gewählt. Er erhielt 53,54 Prozent der abgegebenen gültigen Stimmen. Seine Mitbewerber Marco Mann (SPD/Bündnis 90/Die Grünen) und Steffen Mielke (FDP) erhielten 40,63 Prozent bzw. 5,83 Prozent. Die Wahlbeteiligung lag bei 47,42 Prozent. Mit der absoluten Mehrheit war er ohne eine weitere Stichwahl gewählt.

## Familie
Georg Ludwig ist verheiratet und hat zwei Kinder im schulpflichtigen Alter.
Seit 2001 wohnt er in Lindlar.